# Toyomotor
Toyomotor is een historisch merk van motorfietsen.
De bedrijfsnaam was Toyomotor Motorcycle Company, Tokio.
Japans merk dat in 1957 kopieën van de 246 cc Adler begon te bouwen. Tussen 1961 en 1965 werd de productie beëindigd.